# Langley Castle
Langley Castle er et restaureret beboelsestårn fra middelalderen, der nu drives som hotel, som ligger i Langley i South Tyne-dalen omkring 5 km syd for Haydon Bridge, Northumberland, England.
Bygningen blev opført i midten af 1300-tallet af Sir Thomas de Lucy.
Det er en listed building af første grad.